# Otto Gutfreund

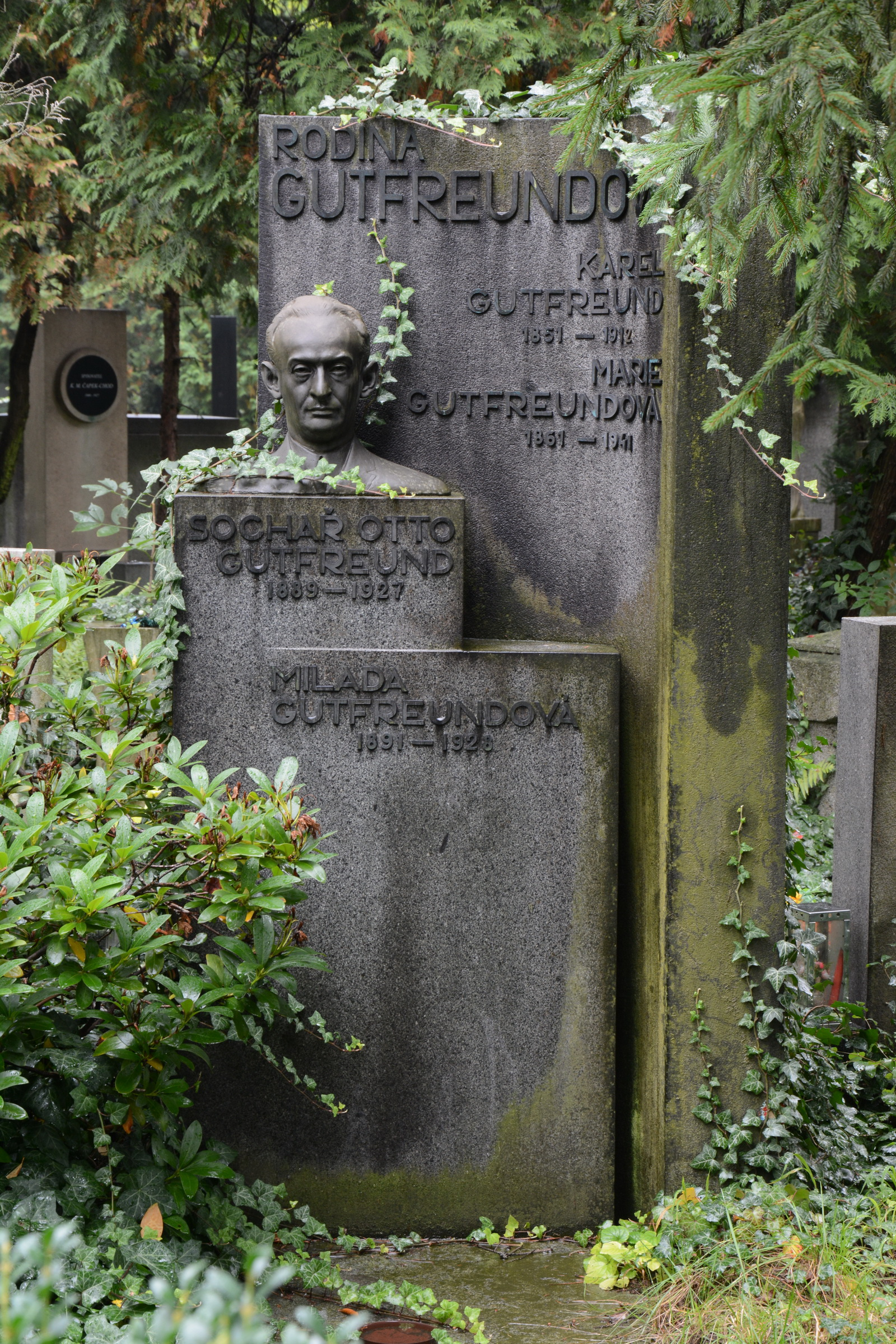
Hrob sochaře Otto Gutfreunda na Vinohradském hřbitově

Otto Gutfreund (3. srpna 1889, Dvůr Králové – 2. června 1927, Praha) byl kubistický sochař, průkopník českého novodobého sochařství. Jeho socha Úzkost (1911–1912) je považována za první kubistickou sochu.

## Život

### Mládí a studium (1889–1910)
Narodil se ve Dvoře Králové nad Labem jako čtvrtý z pěti dětí české židovské rodině Karla a Emilie Gutfreundových. Vyrůstal v harmonické rodině. Otec byl drobný podnikatel a milovník literatury, matka praktická žena, která vedla početnou domácnost. Otto studoval na místním gymnáziu, kde si jeho výtvarného nadání povšiml učitel kreslení. Na jeho podnět přestoupil v roce 1903 na Školu výtvarných umění v Bechyni. Zpočátku se věnoval malbě porcelánu, ale brzy přešel do keramického ateliéru, kde se definitivně rozhodl pro sochařství. V letech 1905–1909 studoval na Uměleckoprůmyslové škole v Praze u profesora Drahoňovského. V roce 1909 Gutfreunda zaujala tvorba sochaře Antoina Bourdella u příležitosti jeho výstavy v Praze uspořádané SVU Mánes. S podporou svých přátel T.F.Šimona a Otakara Španiela získal otcův souhlas ke studiu ve Francii.  V listopadu 1909 přijel do Paříže, kde se zapsal do Bourdellových kurzů sochařství na akademii Grande Chaumière. Vedle Bourdella byl jeho vzorem  Auguste Rodin, ale Gutfreund chtěl jít vlastní cestou.  Zajímal se o  antiku a gotiku, za svůj vzor označil přírodu. V Paříži potkal Bohumila Kubištu, který mu poskytl impuls pro vyjádření svých myšlenek novou formou.  Bourdellův ateliér opustil v roce 1910. Gutfreundovy školní práce se nedochovaly.  S přítelem Antonínem Matějčkem cestoval do Anglie, Belgie, Nizozemska a vrátil se do Prahy.

### Začátky v Praze a válečná léta ve Francii (1911–1919)
V roce 1911 se stal členem Skupiny výtvarných umělců a aktivně se podílel na její činnosti, přispíval do jejího časopisu Umělecký měsíčník. Jeho díla z této doby, zejména řada volných figur, již vycházejí z nové koncepce kubismu ve spojení s expresionistickým vyjádřením duševních stavů a symbolickým obsahem. Příkladem jsou díla Úzkost, Don Quijote, Job. V roce 1912 se účastnil druhé výstavy Skupiny a představil tam významná díla: Hamleta, Harmonii, Koncert . V letech 1913 a 1914 používal principy analytického kubismu v sochařství. Podnětem mu byla Picassova kubistická socha Hlava ženy, kterou přivezl do Prahy Vincenc Kramář.  Obeslal třetí výstavu Skupiny díly: Viky, Hlava s kloboukem, Hamlet. Účastnil se výstav v galerii Der Sturm v Berlíně a čtvrté výstavy Skupiny v Praze.
Na jaře roku 1914 odjel do Paříže, kde se chtěl usadit natrvalo. Setkal se s Picassem, Grisem, Apollinairem a obchodníkem s uměleckými díly Kahnweilerem.
Bezprostředně po vyhlášení války se přihlásil do francouzské armády a byl zařazen do Cizinecké legie, kde sloužil v rotě Nazdar. Účastnil se bojů na Sommě, L'Artois a v Champagni. Po boji u Arrasu, který zdecimoval počty mužů roty Nazdar, a přijetí zákona zakazujícího občanům nepřátelských států bojovat na straně Francie, roku 1915 podepsal s několika rakousko-uherskými spolubojovníky žádost o včlenění do řádné francouzské armády. Tento požadavek byl v Cizinecké legii pokládán za porušení disciplíny a po demobilizaci byl Gutfreund společně s dalšími krajany roku 1916 v Lyonu uvězněn. Mezi roky 1916 a 1917 byl internován v táboře s přísným režimem Saint- Michel-de-Frigolet v departementu Bouches-du-Rhône. Nepomohla ani snaha Výboru české kolonie a dobrovolníků ve Francii, jehož předsedou byl František Kupka. Koncem roku 1917 byl přesunut do civilního tábora v Blanzy, odkud byl definitivně propuštěn v lednu 1919. Po tříletém věznění se usadil v Paříži, kde se živil příležitostnými pracemi. Na dva měsíce se vrátil do Prahy, aby přijal členství v Mánesu.
V roce 1916 vytvořil v internačním táboře tři sochy z dřevěných prkének, z nichž se dochovaly Sedící žena a Truhlářské zátiší. Odborná literatura se shoduje v názoru, že v těchto plastikách vrcholí kubistická fáze Gutfreundovy tvorby. O jeho výtvarné činnosti v dalších válečných letech není nic známo. 

### Život v Československu (1920–1927)
V roce 1920 opustil Paříž a žil mezi Prahou a rodným Dvorem Králové. Následující rok se účastnil třetí výstavy skupiny Tvrdošíjní v Praze, Brně a Košicích. Jeho styl se od syntetického kubismu obrátil k realističtější poloze. Jednou z prvních prací nového stylu, označovaného jako sociální civilismus, je Autoportrét (Vlastní podobizna) z roku 1919, polychromovaná hlava z pálené hlíny. 
V letech 1921–1922 se Gutfreund zabýval především oficiálními velkými zakázkami – pomníkem Babičky Boženy Němcové pro Ratibořice a reliéfním vlysem Návrat legií pro průčelí budovy Legiobanky v Praze navržené architektem Gočárem.  Vytvořil plastiky čtyř ročních dob pro československé velvyslanectví ve Varšavě, které koloroval Emil Filla. Podílel se na návrhu pomníku Bedřicha Smetany, který však nebyl realizován. 

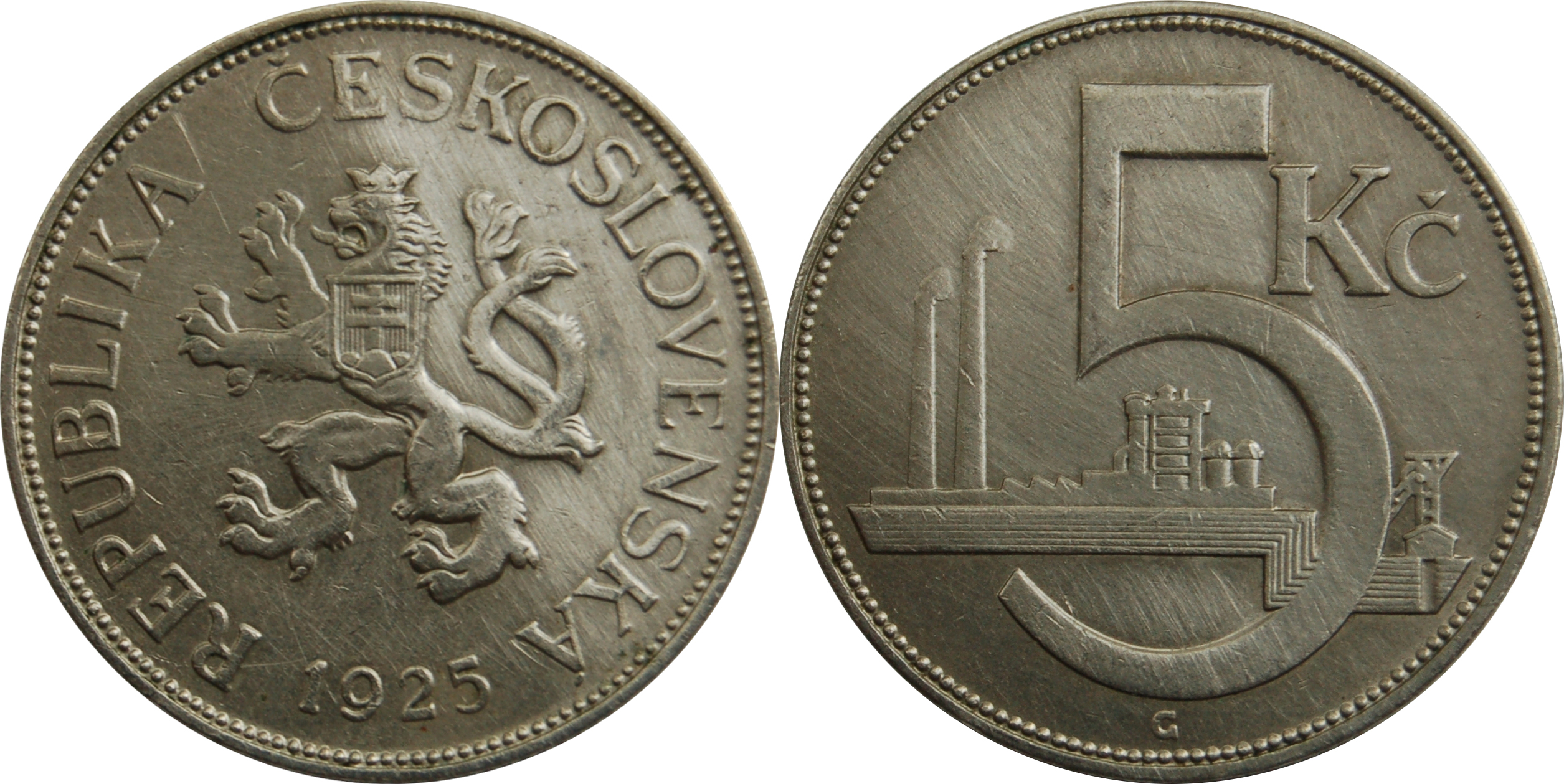
mince navržená Otto Gutfreundem

V roce 1924 se zúčastnil Výstavy Československého moderního umění v Paříži a příští rok byl také na Mezinárodní výstavě dekorativních umění v československém pavilonu v Paříži. Portrétoval i prezidenta T.G. Masaryka a pro město Hradec Králové vytvořil v roce 1926 jeho sochu v životní velikosti, která stojí na zdejším Masarykově náměstí. Gutfreund byl po hradecké soše požádán o další variantu prezidentova pomníku. Zatímco hradecká verze je pouze jediná, druhou verzi měli nebo mají na třech místech, v Poděbradech, Nitře a Kroměříži. Na objednávku Památníku odboje vytvořil v letech 1924–1926 několik soch legionářů z různých front. Navrhl novou pětikorunovou minci. Byl také autorem znaku Československé obce legionářské.
V roce 1926 vyhrál konkurz na místo profesora na Umělecko-průmyslové škole v Praze a zúčastnil se výstavy Société Anonyme v New Yorku.
Dne 2. června 1927 tragicky utonul při koupání ve Vltavě u Střeleckého ostrova v Praze. Pochován je na Vinohradském hřbitově.
Na jeho rodném domě v Tylově ulici 509 ve Dvoře Králové je umístěna pamětní deska s bustou.

### Rodinný život
V dubnu 1926 se oženil s Miladou Podlipskou–Lindnerovou. (Manželka, rozená Lindnerová byla dcera JUDr. Richarda a Anny Lindnerových. Jednalo se o její druhé manželství, poprvé byla provdána za magistrátního koncipistu Václava Podlipského.) Děti neměli.

## Tvorba
V díle Otty Gutfreunda jsou jasně patrné dvě tvůrčí fáze, které jsou odděleny obdobím první světové války. Ve svém předválečném období uplatňoval v sochařské tvorbě principy kubismu, přičemž se zabýval vztahem plochy a objemu. Druhá etapa, označovaná jako sociální civilismus, se řadí k moderním realismům dvacátých let a je radikálním odklonem od předchozí kubistické fáze. Vedle individuálního figurálního sochařství začal také vytvářet množství oficiálních zakázek pro nový československý stát. 
V počátcích své umělecké dráhy tvořil reliéfy, portréty, hlavy a figury charakteristické výraznou dynamikou a expresivitou. Promítají se v nich autorovy osobní pocity. Vytvořil sérii bronzových reliéfů se sociálními nebo všelidskými tématy jako Fabrička (1910), Cihláři (1911), Žena s dítětem (1911) nebo Adam a Eva (1911).
Vrcholem tohoto kuboexpresionistického období je socha Úzkost (1911–1912), kdy kompaktní objem figury je tvarově deformován lomenými hranami a zářezy. V sochách Hlava ženy (1912-1913) a Hráč na čelo (1912-1913) se forma proměňovala přes destrukci reálných objektů až k abstraktním formám. Gutfreund postupně přetvářel skutečnost do nových tvarů propojením jednoduchých geometrických těles a stále více se přibližoval k analytickému kubismu a abstrakci. Typickou podobu tohoto postupu představuje Kubistické poprsí (1913-1914) nebo dřevěná plastika Sedící ženy (1916). Na tyto principy navázal i v prvních plastikách vytvořených po přestávce způsobené válkou, jako jsou Hlava ženy II (1919) a Námořník s dívkou (1919).
Od počátku dvacátých let, pod vlivem lidských i sociálních zkušeností, Gutfreudova individuální sochařská tvorba získala zcela novou podobu. Jeho figurální i portrétní plastiky dostaly realistickou formu, zaoblené tvary a civilní, zklidňující výraz. Byly realizovány v terakotě nebo pálené hlíně, povrchově upraveny polychromií. Prvním dílem v tomto novém stylu byl Autoportrét (1919), následovaly podobizny vlastní matky, Táni Bassové, Milady Lindnerové a další. V portrétech z pozdější doby, např. Karla Kopřivy nebo Emila Filly (1926) se již vice zaměřil na vyjádření charakteru a psychického rozpoložení osob.
Důležité místo v této době přikládal žánrovým plastikám s pracovními náměty a postavami dělníků, např. Švadlena (1920), Tiskař (1921), Muž u selfaktoru (1921).  Vrcholu v civilním vyjádření moderní doby a soudobého člověka dosáhl v žánrových kompozicích Obchod a Průmysl (1923).
Na ně navázaly práce intimnější povahy jako sousoší Rváči (1924), Milenci (1925), Na mezi (1925), Soupeři (1926). Krátce před smrtí se Gutfreund znovu začal zajímat o abstrakci a geometrické tvary, jak je zřejmé z jeho Sedící ženy II (1927).
Součástí Gutfreundovy tvorby je i řada kreseb, které nejsou jen doplňkem sochařského díla, ale samostatným řešením problémů od expresionismu ke kubismu. Dokladem jsou kresby ze skicáku z let 1909-1910 nebo kubistické kresby z období 1912-1913.
Z monumentálních realizací, které Gutfreund vytvořil na objednávku, jsou nejznámější pomník Babičky Boženy Němcové v Ratibořickém údolí, reliéf Návrat legií pro Legiobanku v Praze a pomník T.G.Masaryka v Hradci Králové.

## Výběr zdíla
- Úzkost (1911–1912), Muzeum umění Olomouc[18]
- Hamlet II (1912), sádra, výška 70 cm, Národní galerie v Praze
- Hlava Dona Quijota (1911–12), Galerie moderního umění Roudnice n. L., zapůjčeno z Galerie výtvarného umění Ostrava[19]
- Viki (1912–13)
- Cellista (1912–13)
- Hlava s kloboukem (1913–14)
- Skupina: Milenci (1913–14)
- Hlava (1916)
- Sedící žena (1916)
- Hlava ženy (1919)
- Maska s náhrdelníkem (1919–20)
- Vlastní podobizna (1919)
- Vítězný návrh pětikorunové mince (nedatováno)
- Sousoší Babičky v Babiččině údolí (1922), Ratibořice
- Návrat legií – vlys (1922–23), budova Legiobanky Praha[20]
- Podobizna umělcovy choti (1923)
- Pomník T. G. Masaryka, Hradec Králové, Masarykovo náměstí (1926, spolu s Josefem Gočárem)
- Sedící žena II (1927)

## Galerie

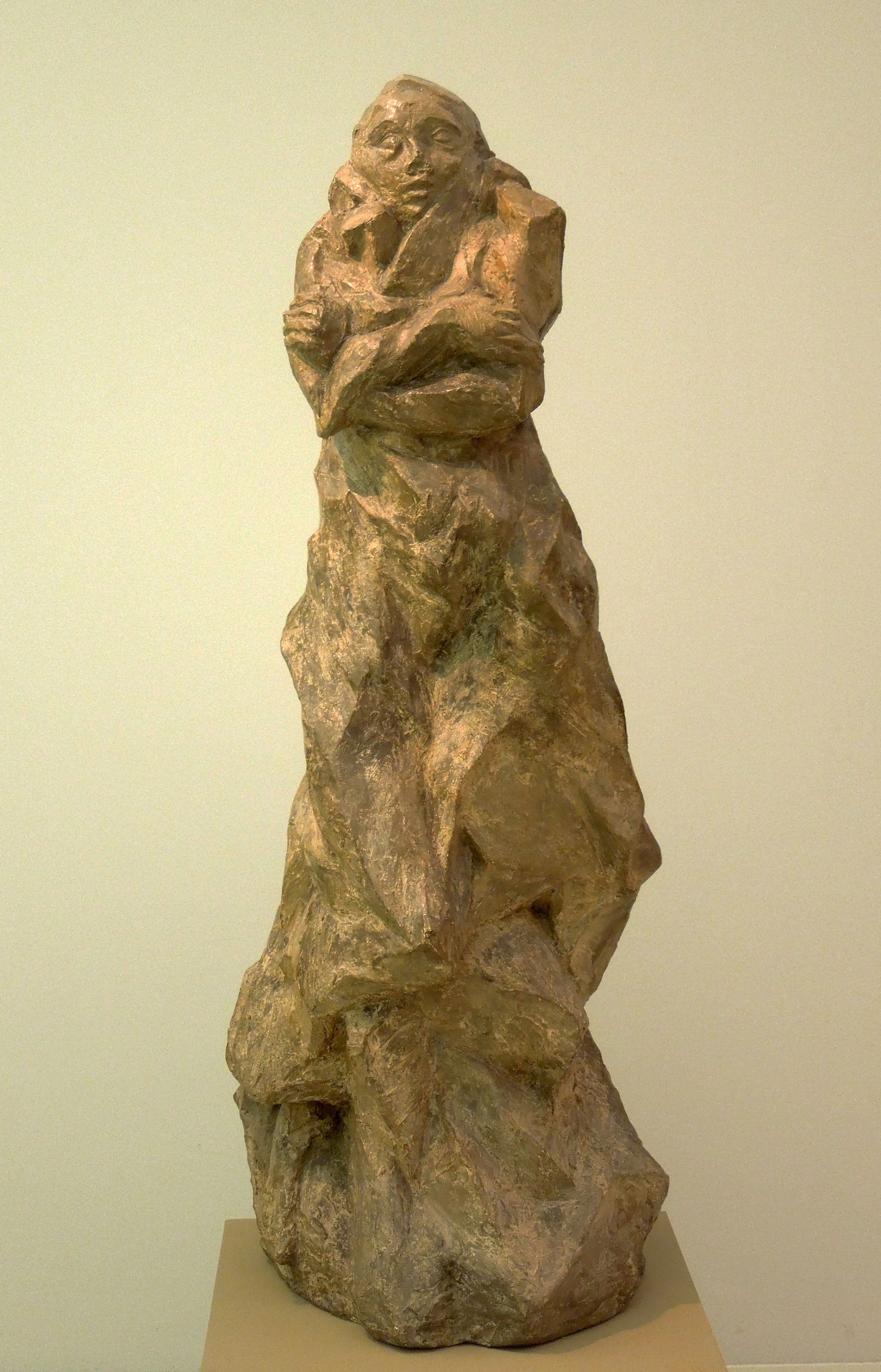
Úzkost, 1911-1912
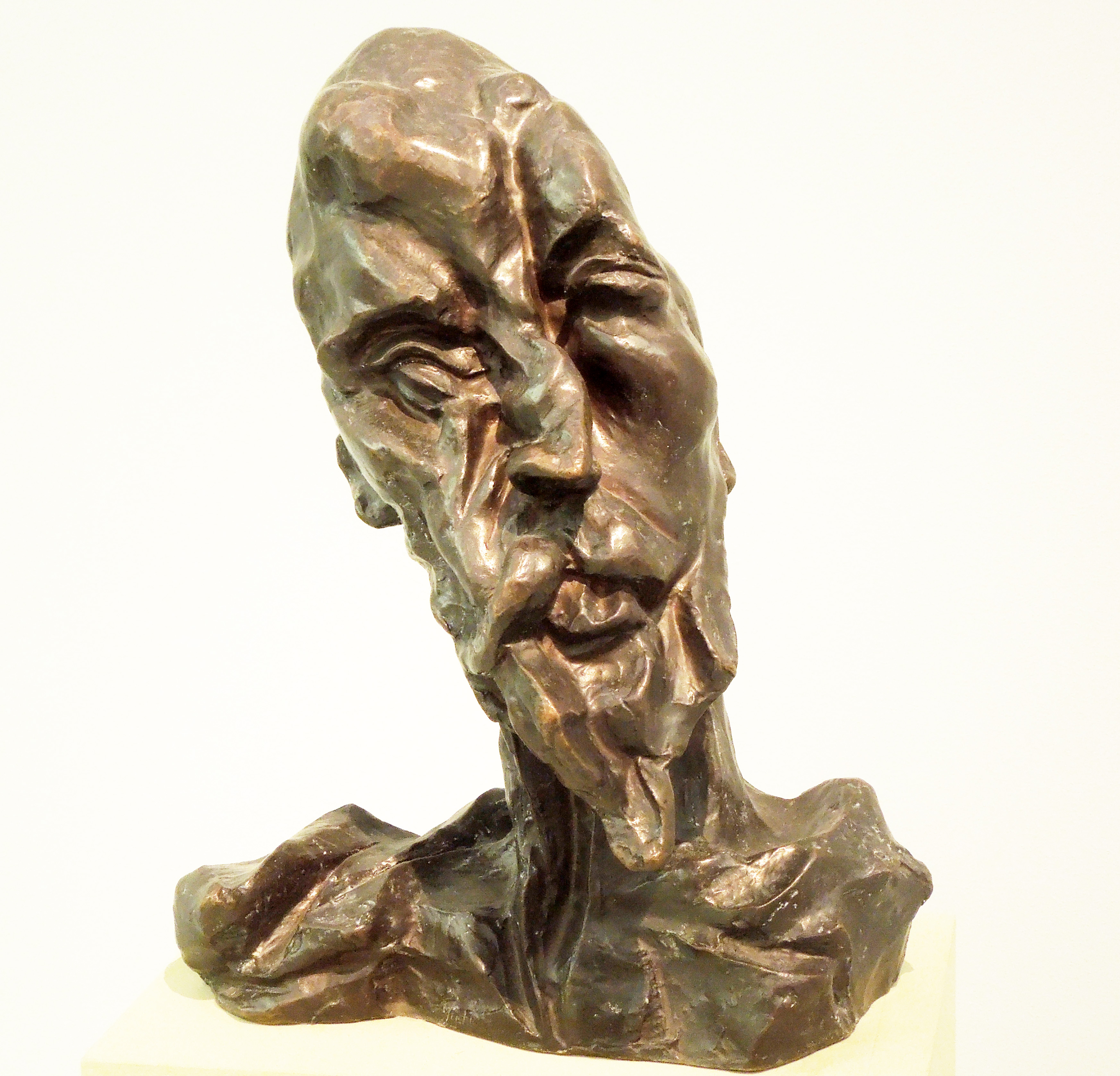
Hlava Dona Quijota (1911-1912)
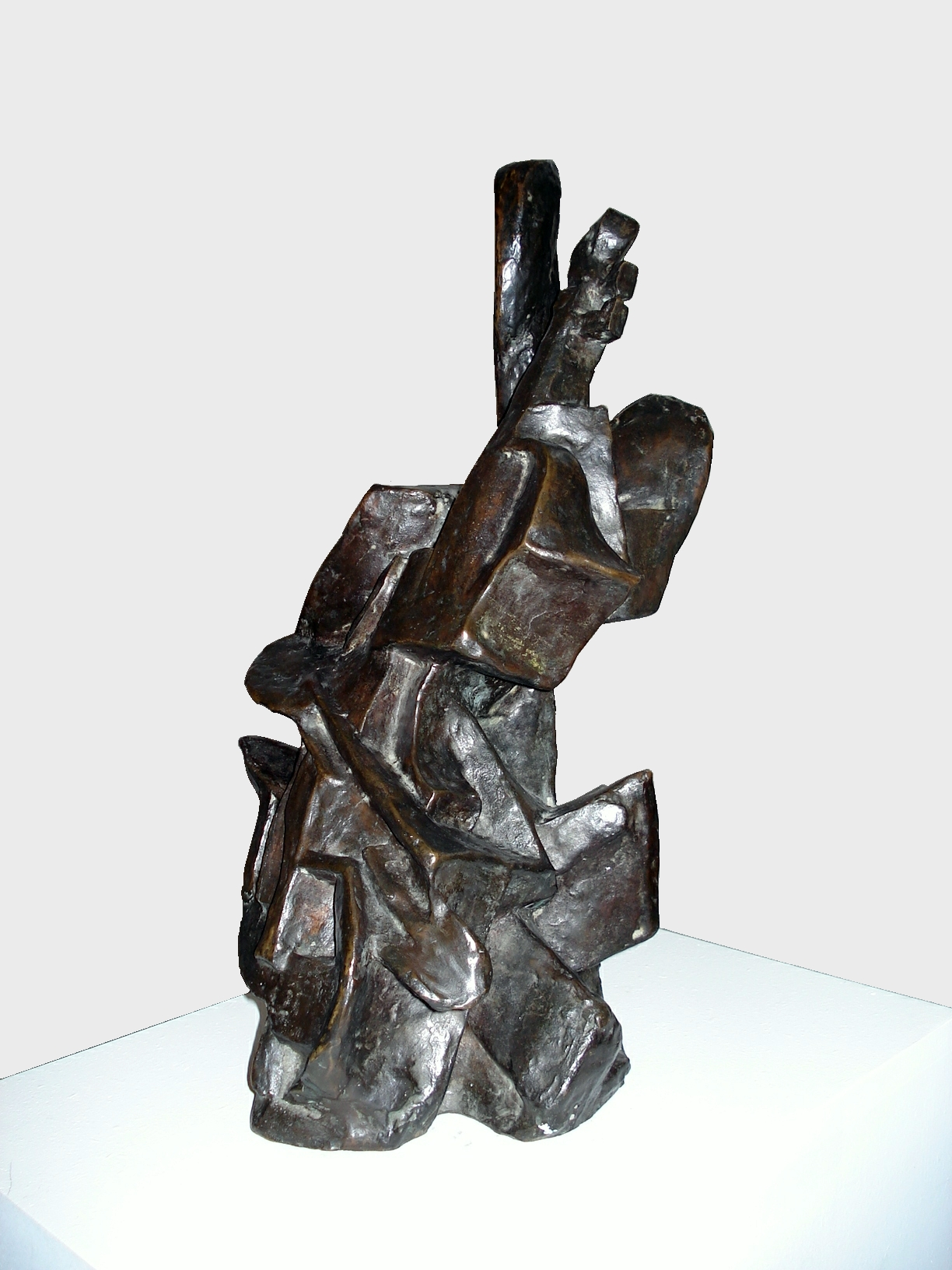
Cellista (1912-1913)
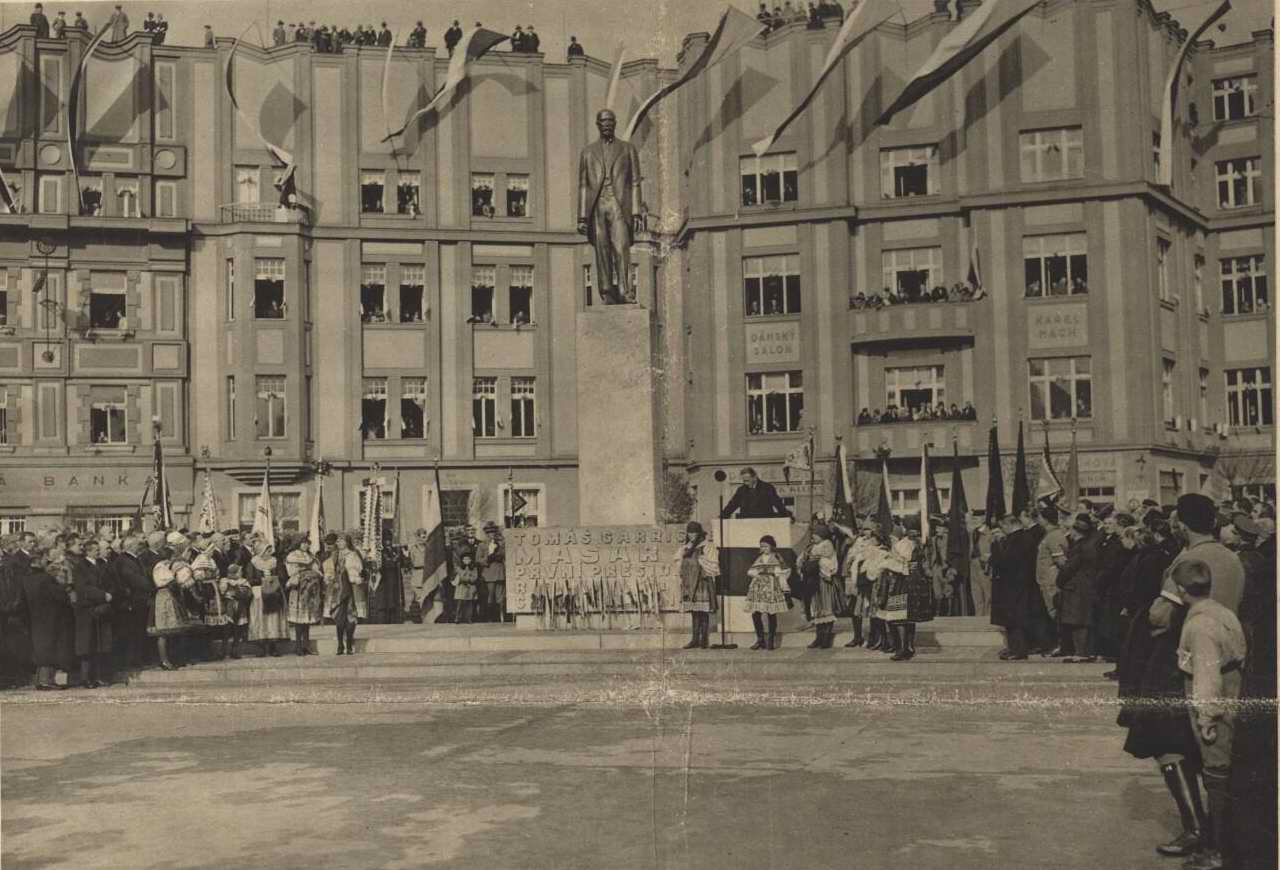
Otto Gutfreund: Pomník TGM v Hradci Králové (slavnostní odhalení 1926)
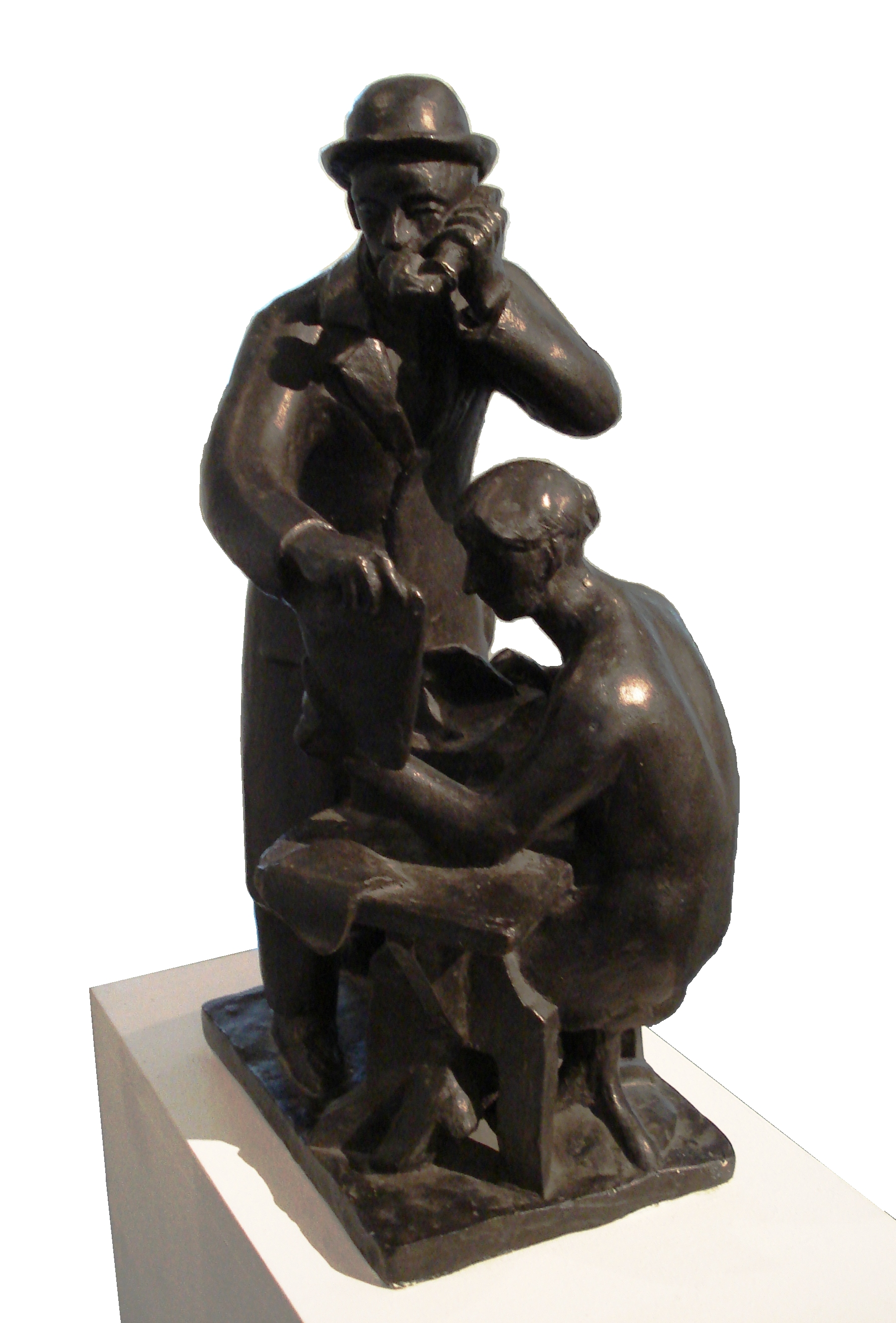
Otto Gutfreund: Obchod, 1923, Muzeum Kampa
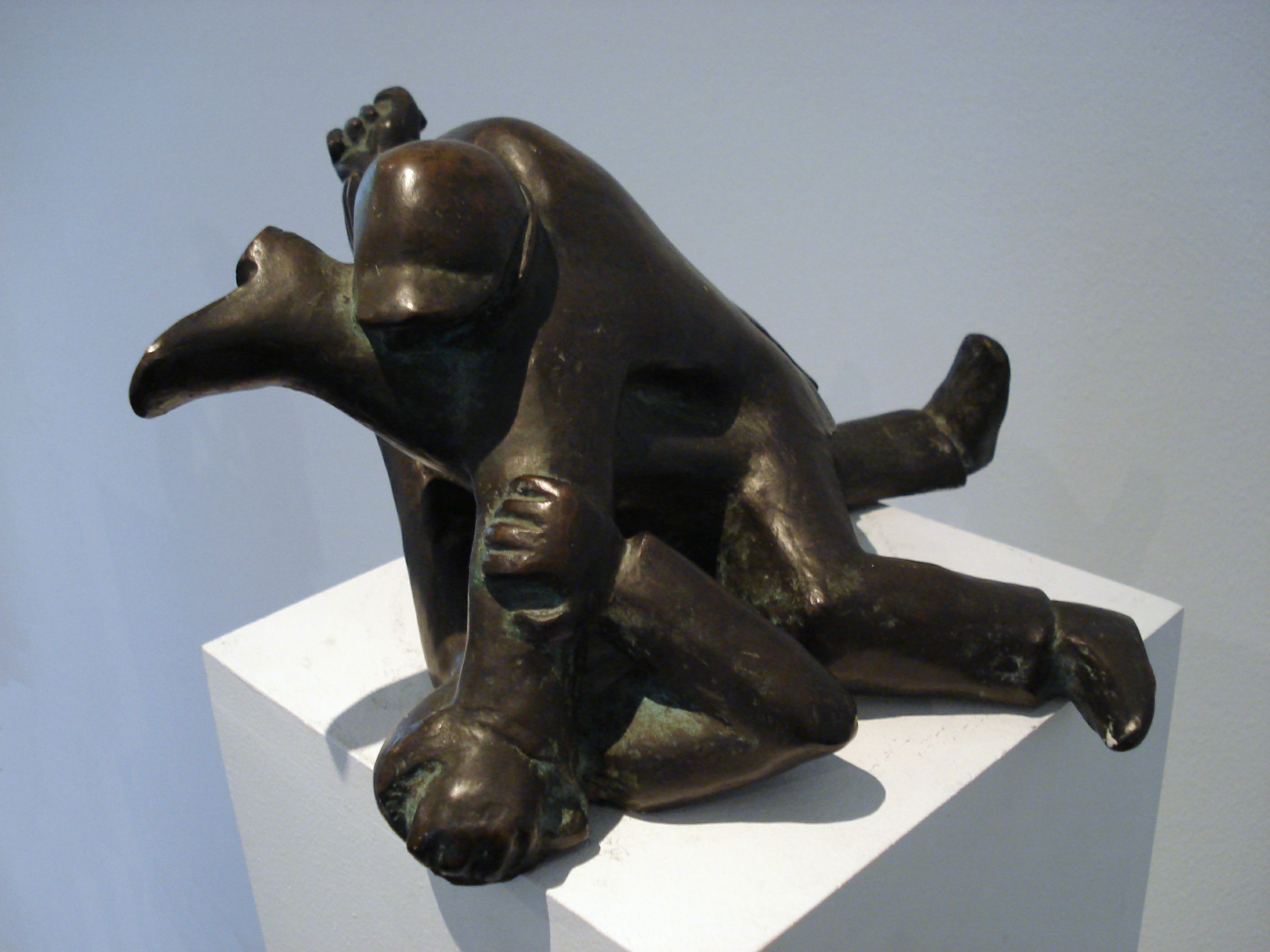
Otto Gutfreund, Rváči, 1924, Muzeum Kampa
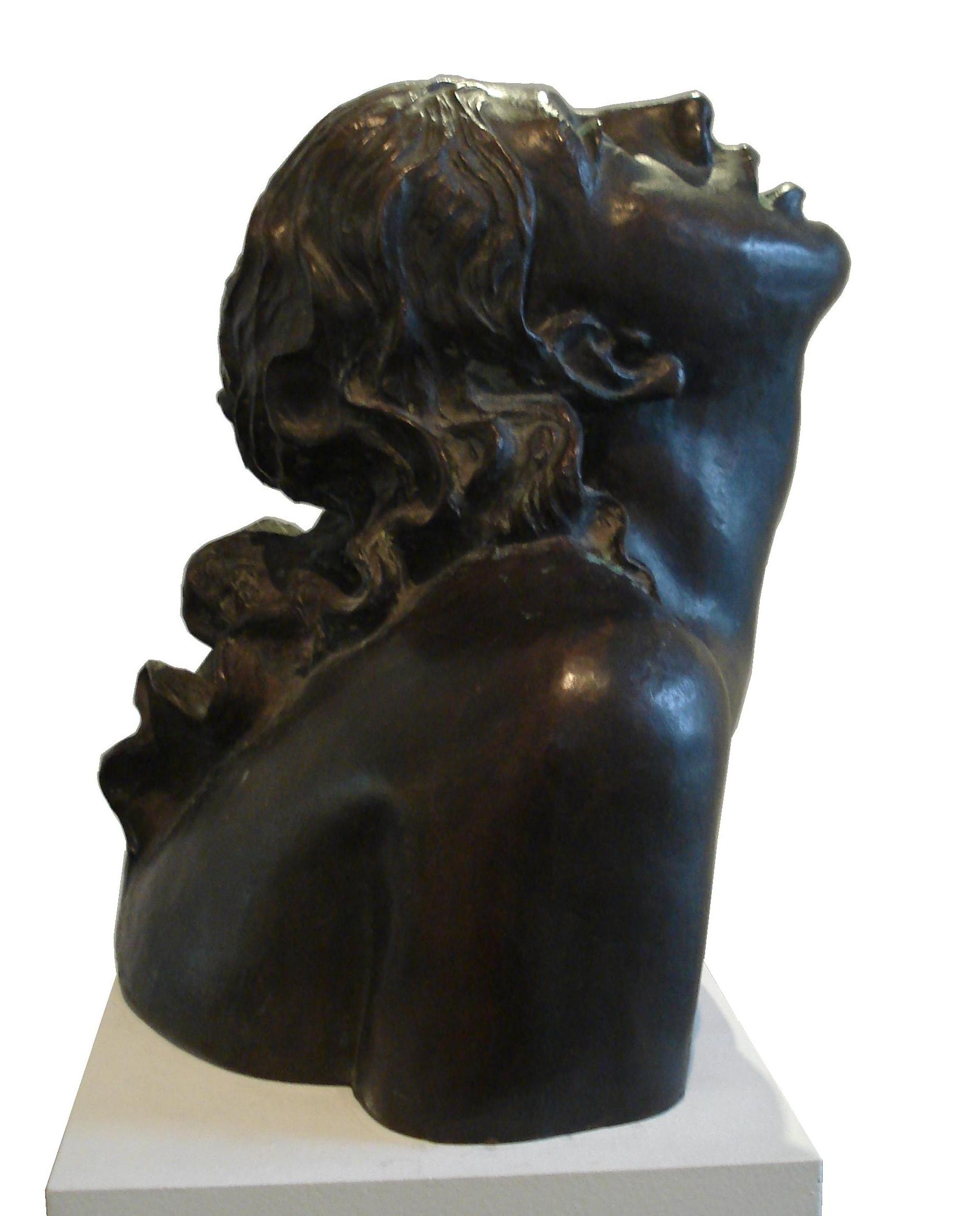
Otto Gutfreund, Vzhlížející, 1924, Muzeum Kampa
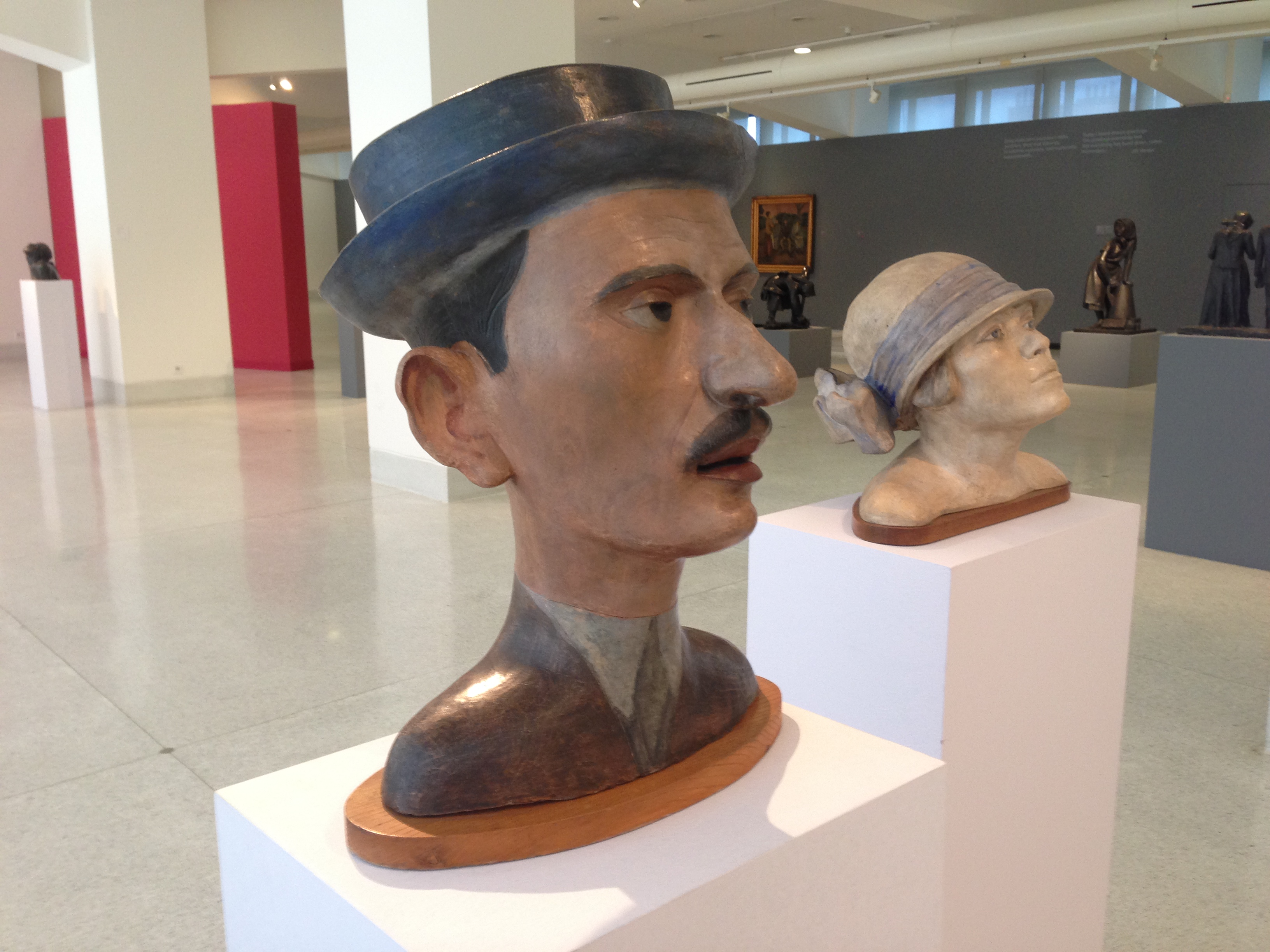
Autoportrét (1919) a portrét manželky Milady (1923-1924)